# Tony Williams (cantante)
Tony Williams, pseudonimo di Samuel Edward Williams (Elizabeth (New Jersey), 5 aprile 1928 – New York, 14 agosto 1992), è stato un cantante statunitense, noto per essere stato la voce solista del gruppo vocale The Platters dal 1953 al 1960.

## Biografia
Williams venne aiutato dalla sorella, la cantante R&B Linda Hayes, a diventare un membro dei Platters insieme a David Lynch, Paul Robi, Herb Reed e Zola Taylor, che furono scoperti e gestiti dal produttore Buck Ram. Nella pubblicazione dell'etichetta discografica Mercury della canzone dei Platters My Prayer, Williams era elencato sotto lo pseudonimo di Tony Wilson. Nel 1961 lasciò il gruppo per perseguire una carriera da solista, continuando a lavorare con Ram. Tra le canzoni dai Platters che spiccano maggiormente si ricordano Great Pretender, Smoke Gets in Your Eyes,  Twilight time' e soprattutto Only You, con cui vendettero milioni di dischi nel mondo.
Nel cinema ha avuto alcune apparizioni, sempre come voce principale dei Platters. Nel 1956 nel film Rock Around the Clock, con Earl Barton, Lisa Gaye, Alan Freed, John Archer, dove ha cantato Only you. È apparso anche nella colonna sonora di The Girl Can't Help It con Tom Ewell e Jayne Mansfield, con la canzone You'll Never Never Know, utilizzata nuovamente per il docufilm Europa di notte del 1959 e per i film Gangster cerca moglie (1956) e The Dreamers (2003).
Williams fu eletto due volte nella Rock and Roll Hall of Fame, come membro dei Platters, nel 1990 e, post mortem, nel 1998.

## Discografia personale
- 1961 - A Girl Is a Girl Is A Girl – Mercury
- 1962 - Magic Touch of Tony – Philips
- 1994 - Tony Williams Sings His Greatest Hits – Gold Dust Records
- 2014 - The Voice of The Platters – Vintage Music